# Ambivere
Ambivere är en ort och kommun i provinsen Bergamo i regionen Lombardiet i Italien. Kommunen hade 2 370 invånare (2018).